# Maison impériale de France (Premier Empire)
 (juin 2015).
Si vous disposez d'ouvrages ou d'articles de référence ou si vous connaissez des sites web de qualité traitant du thème abordé ici, merci de compléter l'article en donnant les références utiles à sa vérifiabilité et en les liant à la section « Notes et références ».
La maison impériale de France durant la période du Premier Empire français était composée des membres de la famille Bonaparte, comprenant, mais non limités à eux, la Maison Napoléon qui portait les titres impériaux d'Empereur, Impératrice, Prince impérial ou Prince français, et qui étaient classés dans l'ordre de succession au trône impérial de France, conformément à la Constitution française de 1804. 
Selon le Titre III, Article 9 (La Famille impériale) : « ...les membres de la famille impériale portent, selon l'ordre de succession, les titres de Princes français tandis que le fils aîné de l'Empereur porte celui de Prince Impérial ».
Les membres de la famille impériale autres que les Bonaparte sont l'oncle de Napoléon, ses beaux-frères et beau-fils des familles Fesch, Murat et Beauharnais. Le présent article cite leurs titres du Premier Empire français; nombreux d'entre eux portaient encore d'autres titres de pays vassaux.

## Membres
| Armoiries | Tableaux | Nom, appellation et titres |
| --------- | -------- | --- |
|           |          | Sa Majesté Impériale Napoléon, Empereur des Français. (Titres complets tels que portés de 1809 à 1814 : Sa Majesté Impériale et Royale Napoléon Ier., par la grâce de Dieu et les Constitutions de la République Empereur des Français, Roi d'Italie, Protecteur de la Confédération du Rhin, Médiateur de la Confédération Helvétique). |
|           |          | Sa Majesté Impériale Joséphine, Impératrice des Français, première épouse de Napoléon. (Après 1810 et son divorce d'avec Napoléon : Sa Majesté l'Impératrice Joséphine, Duchesse de Navarre). |
|           |          | Sa Majesté Impériale Marie-Louise, Impératrice des Français, seconde épouse de Napoléon. |
|           |          | Sa Majesté Impériale Napoléon, Prince Impérial, Roi de Rome, fils de Napoléon. |
|           |          | Le Prince Joseph Bonaparte, Prince français, frère de Napoléon. |
|           |          | Le Prince Louis Bonaparte, Prince français, frère de Napoléon. |
|           |          | Le Prince Joachim Murat, Prince français, beau-frère de Napoléon. |
|           |          | Le Prince Eugène de Beauharnais, Prince français, beau-fils de Napoléon. |
|           |          | La Princesse Elisa Bonaparte, Princesse française, sœur de Napoléon. |
|           |          | Le Prince Jérôme Bonaparte, Prince français, frère de Bonaparte. |
|           |          | Son Altesse Sérénissime le Cardinal-Primat Joseph Fesch, oncle maternel de Napoléon. |
|           |          | Le Prince Lucien Bonaparte, Prince français (en 1815), frère de Napoléon. |